# ستيفن إي. غوردي
ستيفن إي. غوردي هو سياسي أمريكي، ولد في 20 مارس 1920 في كولومبوس في الولايات المتحدة، وتوفي في 27 أكتوبر 2004 في دالتون في الولايات المتحدة. نشط حزبياً في الحزب الجمهوري. وقد انتخب عضو مجلس نواب فرجينيا ‏.